# Rourea obliquifoliolata
Rourea obliquifoliolata là một loài thực vật có hoa trong họ Connaraceae. Loài này được Ernest Friedrich Gilg miêu tả khoa học đầu tiên năm 1891.

## Mô tả
Dây leo thân gỗ lớn dài tới 25 m hoặc cây bụi. Các cành nhỏ có lông tơ mịn. Cuống lá 0-0,5 cm, trục lá 3,5–28 cm, có lông tơ mịn; cuống lá chét 0,5–3 mm; lá chét 13-41, hình trứng đến hình elip hoặc hình thoi tới hình thận, có lông tơ mịn mặt dưới trên gân giữa hoặc nhẵn nhụi, giống như giấy; đỉnh từ thuôn tròn tới gần nhọn hoắt, có mấu nhọn; lá chét tận cùng 1,7-9 × 1–5 cm; lá chét bên 0,7-8,5 × 0,4-3,5 cm, bất đối xứng rõ nét. Cụm hoa dài tới 1,2 cm, tựa hình cầu, thường nhiều cùng nhau ở cuối cành có lá tựa như cụm hoa đầu cành. Cuống hoa trên khớp nối dài 0–1 mm. Lá đài 3-6 × 1,5-2,5 mm, gần như nhẵn nhụi mặt trong. Cánh hoa 11-14 × 1,5–2 mm, dạng lưỡi bẹ, rời, cuộn vào trong khi nằm trong chồi. Nhị hai loại, loại dài 2,5–7 mm, loại ngắn 1,5–5 mm. Nhụy 1,5–6 mm; vòi nhụy với ít lông; bầu nhụy với lông chỉ trên các bề mặt cận kề các lá noãn. Quả đại 1-5 mỗi hoa, 15-24 × 7–10 mm, nhẵn nhụi, mở theo đường ráp mặt bụng. Lá đài ở quả 6-8,5 × 2,5–3 mm, màu ánh đỏ, từ giống như giấy tới giống như da, gần như nhẵn nhụi. Áo hạt mọng thịt khoảng 1/4, phần còn lại của vỏ hạt mỏng, bóng và đen; rễ mầm ở mặt bụng.

## Phân bố
Loài này có tại Angola (gồm cả tỉnh Cabinda), Cameroon, Congo, Cộng hòa Dân chủ Congo, Cộng hòa Trung Phi, Gabon, Guinea Xích đạo, Nigeria. Môi trường sống là rừng mưa nhiệt đới và rừng dọc bờ sông ở cao độ tới 1.000 m.